# Zypern-Cup 2018
Der Zypern-Cup 2018 war die 11. Ausspielung des seit 2008 alljährlich ausgetragenen Frauenfußballturniers für Nationalmannschaften und fand vom 28. Februar bis 7. März 2018 wie zuvor an verschiedenen Spielorten in der Republik Zypern statt. Das Turnier wurde wie im Vorjahr allein vom tschechischen Verband organisiert. Mit England und Kanada nahmen wie in den beiden letzten Jahren die beiden Rekordsieger nicht teil. England trat wie 2016 und 2017 beim SheBelieves Cup an, Kanada beim Algarve-Cup 2018. Der vor Turnierbeginn in der FIFA-Weltrangliste bestplatzierte Teilnehmer war Nordkorea auf Platz 11 (Stand: Dezember 2017), das nachträglich als Teilnehmer statt der zunächst genannten Mannschaft von Trinidad und Tobago eingeladen wurde. Erstmals nahmen die Slowakei und Spanien teil, das im Vorjahr den Algarve-Cup und diesmal den Zypern-Cup gewann. Durch die neunte Teilnahme zog Italien, das seit 2010 ununterbrochen teilnimmt, mit Rekordteilnehmer Schottland gleich, der diesmal nicht teilnahm. Auch diesmal nahm die Mannschaft des Gastgeberlandes nicht teil.
Spielorte waren die AEK-Arena und das GSZ-Stadion in Larnaka sowie das Tasos Markou in Paralimni.

## Teilnehmer
| Land       | Rang 1 | Anmerkung        |
| ---------- | ------ | ---------------- |
| Belgien    | 22     |                  |
| Finnland   | 28     |                  |
| Italien    | 17     |                  |
| Österreich | 21     |                  |
| Schweiz    | 17     | Titelverteidiger |
| Slowakei   | 47     | erste Teilnahme  |
| Spanien    | 13     | erste Teilnahme  |
| Südafrika  | 54     |                  |
| Tschechien | 34     |                  |
| Nordkorea  | 11     | 2                |
| Ungarn     | 43     |                  |
| Wales      | 35     |                  |

## Regularien
Am Turnier nahmen wieder zwölf Nationalmannschaften teil, die zunächst in drei Gruppen spielten. Nordkorea, die in der FIFA-Weltrangliste am besten platzierte Mannschaft und die drei schlechtesten Mannschaften spielten in Gruppe C, die übrigen acht Mannschaften spielten in Gruppe A und B. Die Mannschaften der Gruppe C konnten damit bestenfalls den dritten Platz der Gesamtwertung belegen. Für die Platzierung nach den Gruppenspielen war bei Punktgleichheit von zwei Mannschaften der direkte Vergleich entscheidend, bei drei oder mehr punktgleichen Mannschaften oder falls zwei punktgleiche Mannschaften gegeneinander remis gespielt hatten zunächst die Tordifferenz und dann die Anzahl aller Tore und ergab dies auch keine Entscheidung wäre gelost worden. Anschließend fanden Platzierungsspiele statt.
Da die FIFA die Spiele als „Freundschaftsspiele“ einstuft, durfte jede Mannschaft pro Spiel sechs Auswechslungen vornehmen.

## Das Turnier
Alle Zeiten entsprechen der Osteuropäischen Zeit.

### Gruppenphase

#### Gruppe A
| Pl. | Land     | Sp. | S | U | N | Tore    | Diff. | Punkte |
| --- | -------- | --- | - | - | - | ------- | ----- | ------ |
| 1.  | Italien  | 3   | 2 | 1 | 0 | 008:200 | +6    | 07     |
| 2.  | Schweiz  | 3   | 1 | 1 | 1 | 004:300 | +1    | 04     |
| 3.  | Wales    | 3   | 1 | 1 | 1 | 001:300 | −2    | 04     |
| 4.  | Finnland | 3   | 0 | 1 | 2 | 002:700 | −5    | 01     |

|                                                  |   |          |           |
| 28. Februar 2018 um 13:00 in Larnaka (AEK-Arena) |   |          |           |
| Finnland                                         | – | Wales    | 0:1 (0:0) |
| 28. Februar 2018 um 18:00 in Larnaka (AEK-Arena) |   |          |           |
| Italien                                          | – | Schweiz  | 3:0 (2:0) |
| 2. März 2018 um 13:00 in Larnaka (GSZ-Stadion)   |   |          |           |
| Wales                                            | – | Italien  | 0:3 (0:2) |
| 2. März 2018 um 18:00 in Larnaka (GSZ-Stadion)   |   |          |           |
| Schweiz                                          | – | Finnland | 4:0 (1:0) |
| 5. März 2018 um 13:00 in Larnaka (AEK-Arena)     |   |          |           |
| Finnland                                         | – | Italien  | 2:2 (1:1) |
| 5. März 2018 um 13:00 in Larnaka (GSZ-Stadion)   |   |          |           |
| Schweiz                                          | – | Wales    | 0:0       |

#### Gruppe B
| Pl. | Land       | Sp. | S | U | N | Tore    | Diff. | Punkte |
| --- | ---------- | --- | - | - | - | ------- | ----- | ------ |
| 1.  | Spanien    | 3   | 2 | 1 | 0 | 004:000 | +4    | 07     |
| 2.  | Belgien    | 3   | 1 | 1 | 1 | 003:200 | +1    | 04     |
| 3.  | Österreich | 3   | 1 | 0 | 2 | 002:400 | −2    | 03     |
| 4.  | Tschechien | 3   | 1 | 0 | 2 | 002:500 | −3    | 03     |

|                                                    |   |            |           |
| 28. Februar 2018 um 13:00 in Larnaka (GSZ-Stadion) |   |            |           |
| Belgien                                            | – | Tschechien | 1:2 (0:2) |
| 28. Februar 2018 um 18:00 in Larnaka (GSZ-Stadion) |   |            |           |
| Österreich                                         | – | Spanien    | 0:2 (0:1) |
| 2. März 2018 um 13:00 in Larnaka (AEK-Arena)       |   |            |           |
| Tschechien                                         | – | Österreich | 0:2 (0:0) |
| 2. März 2018 um 18:00 in Larnaka (AEK-Arena)       |   |            |           |
| Spanien                                            | – | Belgien    | 0:0       |
| 5. März 2018 um 18:00 in Larnaka (GSZ-Stadion)     |   |            |           |
| Belgien                                            | – | Österreich | 2:0 (1:0) |
| 5. März 2018 um 18:00 in Larnaka (AEK-Arena)       |   |            |           |
| Spanien                                            | – | Tschechien | 2:0 (0:0) |

#### Gruppe C
| Pl. | Land      | Sp. | S | U | N | Tore    | Diff. | Punkte |
| --- | --------- | --- | - | - | - | ------- | ----- | ------ |
| 1.  | Nordkorea | 3   | 2 | 1 | 0 | 003:000 | +3    | 07     |
| 2.  | Südafrika | 3   | 1 | 2 | 0 | 001:000 | +1    | 05     |
| 3.  | Slowakei  | 3   | 0 | 2 | 1 | 001:200 | −1    | 02     |
| 4.  | Ungarn    | 3   | 0 | 1 | 2 | 001:400 | −3    | 01     |

|                                                        |   |           |           |
| 28. Februar 2018 um 13:00 in Paralimni (Tassos Markou) |   |           |           |
| Slowakei                                               | – | Südafrika | 0:0       |
| 28. Februar 2018 um 18:00 in Paralimni (Tassos Markou) |   |           |           |
| Ungarn                                                 | – | Nordkorea | 0:2 (0:0) |
| 2. März 2018 um 13:00 in Paralimni (Tassos Markou)     |   |           |           |
| Nordkorea                                              | – | Slowakei  | 1:0 (0:0) |
| 2. März 2018 um 18:00 in Paralimni (Tassos Markou)     |   |           |           |
| Südafrika                                              | – | Ungarn    | 1:0 (1:0) |
| 5. März 2018 um 13:00 in Paralimni (Tassos Markou)     |   |           |           |
| Südafrika                                              | – | Nordkorea | 0:0       |
| 5. März 2018 um 18:00 in Paralimni (Tassos Markou)     |   |           |           |
| Ungarn                                                 | – | Slowakei  | 1:1 (1:0) |

### Platzierungsspiele
Die Orte der Platzierungsspiele wurden erst festgelegt, nachdem die Paarungen feststanden. Sollten die Platzierungsspiele nach regulärer Spielzeit remis enden, gibt es in den Spielen um Platz 3 bis 11 sofort ein Elfmeterschießen, im Finale zunächst eine Verlängerung und erst dann – sofern notwendig – ein Elfmeterschießen.
Spiel um Platz 11
|                                   |   |        |     |
| 7. März um 11:00 Uhr in Paralimni |   |        |     |
| Finnland                          | – | Ungarn | 2:0 |

Spiel um Platz 9
|                                               |   |          |     |
| 7. März um 11:00 Uhr in Larnaka (GSZ-Stadion) |   |          |     |
| Tschechien                                    | – | Slowakei | 5:2 |

Spiel um Platz 7
|                                             |   |            |                     |
| 7. März um 11:00 Uhr in Larnaka (AEK Arena) |   |            |                     |
| Wales                                       | – | Österreich | 1:1 (0:1); 2:3 i.E. |

Spiel um Platz 5
|                                               |   |           |     |
| 7. März um 15:00 Uhr in Larnaka (GSZ-Stadion) |   |           |     |
| Belgien                                       | – | Südafrika | 2:1 |

Spiel um Platz 3
|                                   |   |           |           |
| 7. März um 14:00 Uhr in Paralimni |   |           |           |
| Schweiz                           | – | Nordkorea | 1:2 (0:1) |

### Finale
| Italien                                          | Italien | Spanien | Spanien |
| ------------------------------------------------ | --- | --- | ------- |
| Italien                                          | \| 7. März 2018 um 18:00 Uhr in Larnaka (AEK Arena) \| \| Ergebnis: 0:2 (0:0) \| \| Schiedsrichterin: Lina Lehtovaara ( Finnland) \| \| Spielbericht \| | \| 7. März 2018 um 18:00 Uhr in Larnaka (AEK Arena) \| \| Ergebnis: 0:2 (0:0) \| \| Schiedsrichterin: Lina Lehtovaara ( Finnland) \| \| Spielbericht \| | Spanien |
| Italien                                          | Laura Giuliani • Elisa Bartoli, Lisa Boattin, Sara Gama, Alia Guagni, Cecilia Salvai • Valentina Bergamaschi (17. Valentina Giacinti (81. Greta Adami)), Barbara Bonansea, Martina Rosucci • Cristiana Girelli, Daniela Sabatino Cheftrainer: Milena Bertolini | Lola Gallardo • Eunate Arraiza, Irene Paredes, Andrea Pereira • Marta Corredera (46. Celia Jiménez), Patricia Guijarro, Alexia Putellas (83. Marta Carro), Amanda Sampedro (90.+2' Rocío Gálvez), Virginia Torrecilla (64. Sandra Hernández) • Olga García (66. Lucía García), Jennifer Hermoso (46. Mari Paz Vilas) Cheftrainer: Jorge Vilda | Spanien |
| Italien                                          | 0:1 Amanda Sampedro (49.) 0:2 Patricia Guijarro (83.) | | Spanien |
| Italien                                          | Manuela Giugliano | Jennifer Hermoso (44.), Mari Paz Vilas (52.), Virginia Torrecilla (63.), Irene Paredes | Spanien |
| 7. März 2018 um 18:00 Uhr in Larnaka (AEK Arena) | | |         |
| Ergebnis: 0:2 (0:0)                              | | |         |
| Schiedsrichterin: Lina Lehtovaara ( Finnland)    | | |         |
| Spielbericht                                     | | |         |

## Schiedsrichterinnen
Hauptschiedsrichterinnen:
- Florence Guillemin
- Lina Lehtovaara
- Petra Pavliková
- María Dolores Martínez Madrona
- Anastasiya Romanyuk

Schiedsrichterassistentinnen:
- Élodie Coppola
- Solenne Bartnik
- Heini Hyvönen
- Tonja Paavola
- Jana Zaplatilová
- Katarína Smolíková
- Silvia Fernández Pérez
- Andrada Alomán
- Switlana Hruschko
- Oleksandra Vdovina

## Torschützinnen
| Rang | Spielerin         | Tore |
| ---- | ----------------- | ---- |
| 1    | Emmi Alanen       | 3    |
|      | Cristiana Girelli | 3    |
|      | Tereza Kožárová   | 3    |
| 4    | Kim Jun-mi        | 2    |
|      | Laura Feiersinger | 2    |
|      | Kateřina Svitková | 2    |
|      | Kayleigh Green    | 2    |
| 8    | Jana Coryn        | 1    |
|      | Yana Daniëls      | 1    |
|      | Tine De Caigny    | 1    |
|      | Heleen Jaques     | 1    |
|      | Tessa Wullaert    | 1    |
|      | Olga Ahtinen      | 1    |

| Rang | Spielerin              | Tore |
| ---- | ---------------------- | ---- |
| 8    | Greta Adami            | 1    |
|      | Valentina Bergamaschi  | 1    |
|      | Barbara Bonansea       | 1    |
|      | Valentina Giacinti     | 1    |
|      | Manuela Giugliano      | 1    |
|      | Kim Phjong-hwa         | 1    |
|      | Yu Jong-hui            | 1    |
|      | Kim Yun-mi             | 1    |
|      | Sarah Puntigam         | 1    |
|      | Vanessa Bernauer       | 1    |
|      | Ana Maria Crnogorčević | 1    |
|      | Alisha Lehmann         | 1    |
|      | Rachel Rinast          | 1    |
|      | Marilena Widmer        | 1    |

| Rang | Spielerin           | Tore |
| ---- | ------------------- | ---- |
| 8    | Patrícia Fischerová | 1    |
|      | Patrícia Hmírová    | 1    |
|      | Ľudmila Maťavková   | 1    |
|      | Olga García         | 1    |
|      | Patricia Guijarro   | 1    |
|      | Irene Paredes       | 1    |
|      | Alexia Putellas     | 1    |
|      | Mari Paz Vilas      | 1    |
|      | Amanda Sampedro     | 1    |
|      | Thembi Kgatlana     | 1    |
|      | Noko Matlou         | 1    |
|      | Aneta Dědinová      | 1    |
|      | Tereza Szewieczková | 1    |
|      | Zsanett Jakabfi     | 1    |

## Besonderheiten
- Italien, zusammen mit Schottland Rekordteilnehmer, und Spanien, das erstmals teilnahm, erreichten erstmals das Finale.
- Die Schweizerin Ana Maria Crnogorčević erzielte im zweiten Gruppenspiel zunächst ihr 50. Länderspieltor[2] und bestritt drei Tage später im letzten Gruppenspiel ihr 100. Länderspiel.[3] Dies gelang auch der österreichischen Rekordnationalspielerin Nina Burger im Spiel um Platz 7.[4]
- Spanien wurde die erste Mannschaft, die in zwei aufeinander folgenden Jahren den Algarve-Cup und den Zypern-Cup gewinnen konnte.